# Loi sur les langues de l'Aragon (2009)
Pour la loi de 2013, voir Loi sur les langues de l'Aragon (2013).
Lire en ligne

Lire dans le Bulletin officiel de l'Aragon

Loi sur les langues de l'Aragon (2013)
La loi sur les langues de l'Aragon (en espagnol : Ley de Lenguas de Aragón), officiellement loi 10/2009 du 22 décembre 2009 sur l'usage, la protection et la promotion des langues propres à l'Aragon (en espagnol : Ley 10/2009, de 22 de diciembre, de uso, protección y promoción de las lenguas propias de Aragón), est un texte législatif qui organise la protection et la promotion des langues aragonaise et catalane, qui sont reconnues comme langues propres de la communauté autonome d'Aragon, en Espagne. 
La loi a été approuvée avec l'appui des partis politiques de gauche comme le PSOE et le CHA. Elle a été en revanche combattue par les partis politiques de droite comme le PP et le PAR, ou d'extrême-gauche, comme IU, bien que pour des raisons différentes. Les partis de droite s'opposent effectivement à ce que le catalan soit reconnu comme une langue parlée dans l'est de l'Aragon, tandis que IU souhaitait un texte plus ambitieux qui aurait reconnu l'aragonais et le catalan comme langues coofficielles – au côté de l'espagnol – de l'Aragon.

## Précédents
- 10 août 1982 : loi organique 8/1982 sur le statut d'autonomie.
- 1er février 1984 : déclaration de Mequinenza, qui donne lieu à un accord entre le gouvernement de la Députation générale de l'Aragon et le ministère de l'Éducation et de la Science espagnol, qui porte sur le développement du catalan dans les communes aragonaises qui le souhaitent.
- 30 décembre 1996 : loi organique 5/1996 sur la réforme du statut d'autonomie, qui précise dans son article 7 que les langues propres à l'Aragon doivent bénéficier d'une protection particulière. Leur enseignement est garanti à travers la future approbation d'une loi des Cortes d'Aragon.
- 10 mars 1999 : loi 3/1999 sur le patrimoine culturel aragonais, qui précise dans son article 4 que l'aragonais et le catalan, langues minoritaires de l'Aragon, sont une richesse culturelle propre et doivent être spécifiquement protégées par l'administration.
- 2003 : enquête de l'Institut aragonais de statistique sur les usages linguistiques dans les comarques de l'est de l'Aragon.
- 2004 : enquête de la Généralité de Catalogne sur les usages linguistiques dans la Frange d'Aragon.

## Principales dispositions
La loi sur les langues offre aux habitants de certaines communes aragonaises des facilités et des avantages linguistiques. Il faut cependant rappeler qu'elle ne reconnait pas l'aragonais et le catalan comme langues officielles de la communauté autonome.

### Zonage linguistique

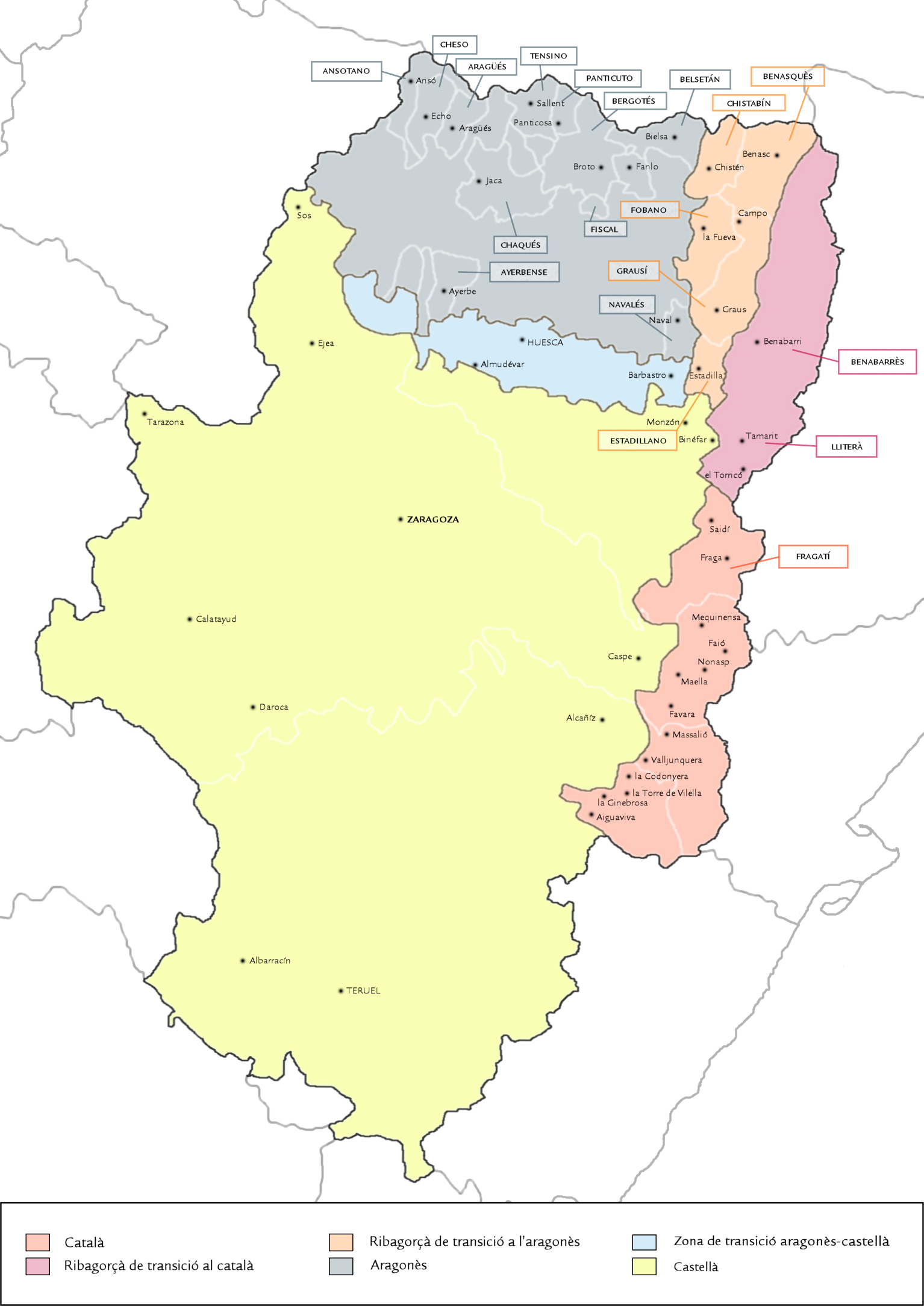
Variétés linguistiques de l’Aragon.
Aragonais.
Transition aragonais–castillan.
Castillan.
Transition castillan–aragonais.
Transition castillan–catalan
Catalan.

La loi sur les langues reconnait la présence historique de trois langues en Aragon, et donc le caractère de langue propre à l'aragonais et au catalan en plus du castillan. C'est pour cette raison que la loi distingue quatre zones pour l'utilisation de ces langues : 
- une zone d'utilisation historique prédominante de l'aragonais, à côté du castillan, dans le nord de l'Aragon (elle comprend 3 principales variétés dialectales : au centre historique, au nord-ouest et au nord-est) ;
- une zone d'utilisation historique prédominante du catalan, à côté du castillan, dans l'est de l'Aragon (elle forme la moitié sud de la Frange d'Aragon le long de la frontière avec la Catalogne) ;
- une zone d'utilisation historique mixte ou minoritaire de l'aragonais ou du catalan, à côté du castillan, dans le nord-est de l'Aragon (linguistiquement cela correspond à 3 franges de transition linguistique dans la carte ci-contre : la frange de la moitié ouest de la Ribagorce mixe les influences des trois langues principales ainsi que dans une moindre mesure celle de l'occitan, la frange de la moitié est de la Ribagorce forme la moitié nord de la Frange d'Aragon, qui s'arrête au nord à la frontière du Val d'Aran en Catalogne de langue occitane, est décrite, selon les auteurs, comme l'aire linguistique de l'aragonais oriental ou celle du catalan occidental, ces deux franges de la Ribagorce disposant d'une reconnaissance spéciale dans la loi sur les langues, la dernière frange au centre-nord de l'Aragon est disputée entre aragonais et castillan et non reconnue par la loi sur les langues) ;
- une zone d'utilisation exclusive du castillan, selon des modalités et des variantes locales, sur la plus grande partie centrale et de l'ouest au sud de l'Aragon.

#### Zone d'utilisation historique prédominante du catalan
Les communes suivantes ont déclaré faire partie de la zone d'utilisation prédominante du catalan, et ont été reconnues comme telles dans l'annexe II de l'avant-projet de loi sur les langues de 2001 :
- province de Huesca : Albelda, Alcampell, Altorricón, Arén, Azanuy-Alins, Baélls, Baldellou, Benabarre, Bonansa, Camporrells, Castigaleu, Castillonroy, Estopiñán del Castillo, Fraga, Isábena, Lascuarre, Laspaúles, Monesma y Cajigar, Montanuy, Peralta de Calasanz, Puente de Montañana, San Esteban de Litera, Sopeira, Tamarite de Litera, Tolva, Torre la Ribera, Torrente de Cinca, Velilla de Cinca, Vencillón, Veracruz, Viacamp y Litera et Zaidín ;
- province de Saragosse : Fabara, Fayón, Maella, Mequinenza et Nonaspe ;
- province de Teruel : Aguaviva, Arens de Lledó, Beceite, Belmonte de San José, Calaceite, La Cañada de Verich, La Cerollera, La Codoñera, Cretas, Fórnoles, La Fresneda, Fuentespalda, La Ginebrosa, Lledó, Mazaleón, Monroyo, Peñarroya de Tastavins, La Portellada, Ráfales, Torre de Arcas, Torre del Compte, Torrevelilla, Valderrobres, Valdeltormo et Valjunquera.

### Normalisation et protection linguistique
La loi prévoit la création d'un Conseil supérieur des langues de l'Aragon (en espagnol : Consejo Superior de las Lenguas de Aragón) chargée d'orienter et de diriger la politique linguistique de la communauté autonome. Il est soutenu par des académies linguistiques, véritables institutions scientifiques officielles chargées d'établir la norme linguistique de l'aragonais et du catalan en Aragon :
- l'Académie de la langue aragonaise (en espagnol : Academia de la Lengua Aragonesa) est chargée de la recherche en aragonais ;
- l'Académie aragonaise du catalan (en espagnol : Academia Aragonesa del Catalán) est chargée de la recherche en catalan.

La loi donne enfin un certain nombre de droits aux habitants des communes qui font partie des zones d'utilisation de l'aragonais et du catalan. Elle permet ainsi les habitants à se servir de leur langue propre auprès de leur administration.

## Oppositions
Le 18 juin 2010, un certain nombre de communes de l'est de l'Aragon, Fayón, Fórnoles, Fraga, La Codoñera, La Fresneda, Lascuarre, Torre del Compte et Valderrobres, tenues par des administrations du PP et du PAR, se sont déclarées fermement opposées à l'application de certains aspects de loi sur les langues. Elles avancent que la loi les oblige à l'« utilisation de la langue catalane, qui est langue officielle de fait ». Ce recours a été invalidé le 27 septembre 2010 par le tribunal constitutionnel d'Espagne.
Le parti UPyD s'oppose également à cette loi, avançant qu'elle cherche à normaliser deux langues, l'aragonais et le catalan, alors qu'elles connaissent des variantes linguistiques locales importantes. L'accent est donc mis sur l'ambigüité de la loi, qui cherche à effacer la richesse linguistique de l'aragonais et du catalan d'Aragon, alors qu'elle est censée protéger ces deux langues

## Réforme
À la suite des élections de 2011, remportées par le PP et le PAR, la candidate à la présidence du gouvernement de l'Aragon, Luisa Fernanda Rudi, exprime lors de son discours d'investiture, le 27 juin 2011, la position de son parti pour la loi sur les langues. Elle annonce alors que son gouvernement approuvera un « projet de loi de réforme de l'actuelle loi sur les langues, une réforme qui dans le même temps protège et développe l'usage des langues propres, et annule les aspects de la loi actuelle qui imposent la normalisation du catalan et de l'aragonais ». 
En juin 2012, le gouvernement aragonais présente le projet d'une nouvelle loi sur les langues. C'est la conseillère à l'Éducation, l'Université, la culture et les sports, Dolores Serrat, qui est chargée de porter et de défendre le projet de loi. Mais, malgré le soutien du directeur général du Patrimoine culturel, Javier Callizo, le projet de loi rencontre l'opposition du conseil scolaire de l'Aragon, qui s'exprime pour la première fois contre un projet de loi du gouvernement aragonais.
D'un point de vue administratif, le projet prévoit de réunir l'Académie de la langue aragonaise et l'Académie aragonaise du catalan, qui avaient été mises en place par la loi de 2009, en une seule Académie aragonaise de la langue (en espagnol : Academia Aragonesa de la Lengua). Les fonctions de cette académie sont de fixer les normes d'usage des langues propres à l'Aragon. Le projet annonce également la fin du Conseil supérieur des langues d'Aragon. Il est également interdit que l'aragonais et la catalan soient utilisés comme « langues véhiculaires », en particulier dans les centres éducatifs et les enceintes scolaires.
L'un des aspects les plus polémiques est la décision de renommer les langues propres de l'Aragon. Les références au catalan sont supprimées, au profit d'une langue appelée « aragonais oriental », tandis que l'aragonais est appelé « aragonais septentrional ».
Ce projet a suscité de nombreuses oppositions, mais aussi du parti aragonais CHA.